# شایلی-سور-آرمانسن
شایلی-سور-آرمانسن (به فرانسوی: Chailly-sur-Armançon) یک کمون در فرانسه با جمعیت ۲۸۲ نفر است که در Canton of Pouilly-en-Auxois واقع شده‌است.